# Ségbeya
Ségbeya è un arrondissement del Benin situato nella città di Kpomassè (dipartimento dell'Atlantico) con 4.420 abitanti (dato 2006).